# Ilse Hecht
Ilse Lydia Hecht (* 16. Februar 1907 in Leipzig; † 4. November 1988 in Berlin) war eine deutsche Anglistin und Übersetzerin.

## Leben und Wirken
Nach ihrer Reifeprüfung 1926 in Leipzig studierte Ilse Lydia Hecht Anglistik, Germanistik und Geschichte an der Universität Heidelberg (1928 bis 1930), am Vassar College (1929), wo sie einen Bachelorgrad erwarb und an der Universität Leipzig. In Leipzig promovierte sie im Jahre 1932 bei dem Anglisten Levin Ludwig Schücking und dem Literaturhistoriker Georg Witkowski. 1933 legte sie das erste Staatsexamen für den höheren Schuldienst ab. Nach ihrem Referendariat wurde sie jedoch wegen ihrer Distanz zum Nationalsozialismus nicht in den Schuldienst übernommen. In der nachfolgenden Zeit arbeitete sie am Stadtgeschichtlichen Museum in Leipzig, außerdem als Verwaltungsassistentin und Lehrbeauftragte am Dolmetscher-Institut in Leipzig. Nach dem Zweiten Weltkrieg war sie zunächst als Verlagsmitarbeiterin tätig, ab 1953 dann als wissenschaftliche Assistentin an der Universität Leipzig. 1956 habilitierte sie sich bei Gustav Kirchner an der Universität Jena für das Fach Anglistik. Durch Flucht aus der DDR kam sie 1959 nach West-Berlin und war zunächst als Assistentin bzw. Wissenschaftliche Rätin an der Freien Universität Berlin tätig. Nach ihrer Umhabilitation wurde sie dort 1960 außerordentliche Professorin und von 1966 bis zu ihrem Ruhestand 1972 ordentliche Professorin für Anglistik. 
Ilse Hecht veröffentlichte vor allem mehrere Übersetzungen aus dem Englischen; einige erschienen in zahlreichen Ausgaben.

## Veröffentlichungen (Auswahl)
- Der heroische Frauentyp im Restaurationsdrama. Edelmann, Leipzig 1932 (= Dissertation Universität Leipzig).

Übersetzungen
- Ben B. Lindsey: Die Bestie. Denver-Chronik. Meiner, Leipzig 1944.
- (mit Günther Steinig): Herman Melville: Benito Cereno. Verlag Volk und Welt, Berlin 1987.
- William Makepeace Thackeray: Humoristische Erzählungen und Skizzen. 3. Aufl. Dieterich, Leipzig 1987, ISBN 3-7350-0025-8 (die erste Ausgabe erschien 1951).
- Herman Melville: Taipi. Abenteuer in der Südsee. Parkland-Verlag, Köln 1997, ISBN 3-88059-921-1 (die erste Ausgabe erschien 1953).
- Englische Meistererzählungen. Von Scott bis Wilde. Anaconda, Köln 2011, ISBN 978-3-7306-1024-4 (die erste Ausgabe dieser Sammlung erschien 1948).